# Ruebyn Richards
Ruebyn Richards (Nottingham, 30 de enero de 1993) es un deportista británico que compitió en taekwondo. Ganó una medalla de bronce en el Campeonato Europeo de Taekwondo de 2014, en la categoría de –68 kg.

## Palmarés internacional
| Campeonato Europeo | Campeonato Europeo | Campeonato Europeo | Campeonato Europeo |
| Año                | Lugar              | Medalla            | Categoría          |
| ------------------ | ------------------ | ------------------ | ------------------ |
| 2014               | Bakú (Azerbaiyán)  | Medalla de bronce  | –68 kg             |